# Maurice Smith (kickbokser)
Maurice L. Smith (ur. 13 grudnia 1961 w Seattle) − amerykański kickbokser i zawodnik MMA wagi ciężkiej. Czterokrotny mistrz świata w kick-boxingu, a także mistrz UFC w wadze ciężkiej (1997).

## Kariera sportowa

### Kick-boxing
Na zawodowstwo przeszedł w 1983 roku w wieku 22 lat. W tym samym roku zdobył dwa tytuły mistrza świata (WKC w wadze półciężkiej, a wkrótce potem WKA w wadze ciężkiej). Przez kolejnych 10 lat był niepokonany, zdobywając reputację jednego z najlepszych kick-boxerów lat 80.
30 kwietnia 1993 roku w Tokio wystąpił w pierwszym w historii mistrzowskim turnieju K-1 Grand Prix. Odpadł w półfinale, znokautowany kopnięciem okrężnym w szyję przez Ernesto Hoosta. Wkrótce potem rozstał się z kick-boxingiem na rzecz kariery w mieszanych sztukach walki.

### Mieszane sztuki walki
Smith zadebiutował w MMA 8 listopada 1993 roku na trzeciej gali Pancrase, nokautując gwiazdę japońskiego wrestlingu Minoru Suzuki. Następne występy nie były dla niego udane. Przegrał między innymi z Kenem Shamrockiem i dwukrotnie z Basem Ruttenem. W 1996 roku przeszedł do innej japońskiej organizacji RINGS, a rok później powrócił do USA, aby zadebiutować w UFC.
Na gali UFC 14 zmierzył się z Markiem Colemanem, ówczesnym mistrzem wagi ciężkiej tej organizacji. Smith wygrał pojedynek przez decyzję sędziów, po 21 minutach boju, odbierając tytuł Colemanowi. Trzy miesiące później obronił pas w walce przeciwko popularnemu streetfighterowi Tankowi Abbottowi, ale już w następnej go utracił, gdy przegrał po kolejnym 21-minutowym starciu z Randym Couture’em.
Następnie, od 2000 roku, walczył ze zmiennym powodzeniem dla różnych organizacji (UFC, RINGS, PRIDE FC).

### Powrót do K-1
W 1998 roku postanowił wrócić do K-1. W swojej pierwszej walce zremisował z Masaaki Satake. Następnie bezskutecznie próbował zakwalifikować się do finałów World GP. Przegrał kolejno z Hoostem, Bernardo, Aertsem i Hugiem. W 2001 roku wygrał cztery walki z rzędu (m.in. z Michaelem McDonaldem), ale w końcu uległ Peterowi Aertsowi w półfinale turnieju K-1 WGP w Las Vegas.
Ostatnią walkę na zasadach K-1 stoczył w 2003 roku przeciwko Rickowi Roufusowi, po czym, po 20 latach od debiutu, zakończył zawodową karierę.

### Powrót do MMA
W maju 2007 roku powrócił do czynnego uprawiania sportu, gdy wygrał przez TKO z Marco Ruasem na jednej z gal International Fight League. W 2008 roku wystąpił w Japonii, gdy na gali Sengoku III przegrał przez poddanie z Hidehiko Yoshidą. Po 4 latach nieaktywności, w wieku 50 lat, raz jeszcze stanął do walki. W marcu 2012 roku na gali RFA 2 w Nebrasce w pojedynku w wadze półciężkiej znokautował kopnięciem okrężnym Jorge Cordobę.

## Osiągnięcia

### Mieszane sztuki walki
- 1997: Mistrz UFC w wadze ciężkiej

### Kickboxing
- 2001: zwycięzca preeliminacji K-1 World GP USA
- 1996: Mistrzostwo Świata ISKA w wadze ciężkiej
- 1989: Mistrzostwo Świata WMAC w wadze ciężkiej
- 1983: Mistrzostwo Świata WKA w wadze ciężkiej
- 1983: Mistrzostwo Świata WKC w wadze półciężkiej